# Rachelle Lefevre
Rachelle Lefevre (* 1. února 1979, Motréal, Quebec, Kanada) je kanadská herečka. Zahrála si v televizních seriálech Vlkodlak Tommy a vedlejší roli v seriálu What About Brian, Kauzy z Bostonu a Swingtown. Získala roli upírky Victorie ve dvou filmech ságy Stmívání, než byla nahrazena Bryce Dallas Howard, kvůli problémům s rozvrhem. V roce 2011 hrála v doktorském dramatu Off the Map, následoval seriál Muž s posláním (2011-12) a Pod kupolí (2013–2015).

## Životopis
Narodila se a vyrostla v Montréalu v Kanadě. Její otec je učitel angličtiny a matka je psycholožka. Její rodina pochází z Francie a Irska. Má tři sestry. Mluví anglicky a francouzsky.
Navštěvovala soukromou středí školu Contennial Academy a později studovala umění na Dawson College. Divadlo studovala na Walnut Hill School a o titul ve vzdělávání a literatuře se pokoušela na McGillově univerzitě, ale školu nikdy nedokončila.

## Kariéra

### Začátky a ságaStmívání
Zatímco pracovala jako servírka v sushi baru ve Westmountu, jejím zákazníkem se stal kanadský televizní producent, který ji pozval na první konkurz do sit-comu Křik studentů. Roli nezískala, ale zalíbila se produkci a tak získala roli Stacey Hanson v kanadském seriálu Vlkodlak Tommy.
Objevila se ve filmu Milujte svého zabijáka, režírovaném Georgem Clooneym. Po přestěhování do Hollywoodu se objevila ve filmu Dárek z lásky a Hlava v oblacích. V roce 2004 si zahrála ve filmu Pod hladinou. Dále pokračovala se seriálovými rolemi, objevila se v seriálech: Life on a Stick, Pool Guys, What About Brian, Čarodějky a Undressed.
V roce 2008 získala role upírky Victorie Sutherland ve filmu Stmívání, založeném na stejnojmenné novele od Stephenie Meyer. Objevila se i v sequelu filmu nazvaném Twilight sága: Nový měsíc. Roli si znovu nezahrála v pokračování Twilight sága: Zatmění, kde byla nahrazena herečkou Bryce Dallas Howard. Studio Summit Entertainment prohlásilo, že změna proběhla kvůli problémům s natáčecím rozvrhem.

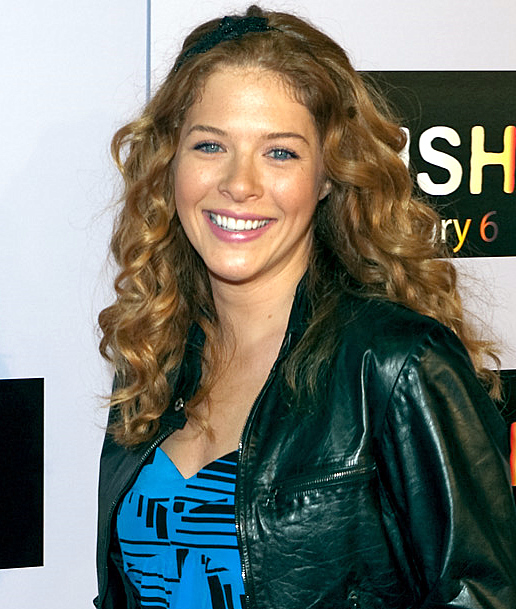
Na premiéře filmu Push v roce 2009

### Od roku 2009
V roce 2009 se objevila v mini-seriálu stanice CBC Obchod se smrtí a dokončila filmu Casino Jack, po boku Kevina Spaceye. Herečku Brittany Murphy nahradila ve filmu The Caller.
V lednu 2010 si zahrála v pilotní epizodě dramatického seriálu stanice ABC The Deep End. Doktorku Ryan Clark si zahrála v seriálu Off the Map, vytvořeným Shondou Rhimes. Seriál byl zrušen po 13. epizodách. V roce 2011 byla obsazena do dramatického seriálu stanice CBS Muž s posláním. Získala jednu z hlavních rolí seriálu Pod kupolí, seriálu založeném na stejnojmenné novele Stephena Kinga. Připojila se tak k Deanovi Norrisovi, Miku Vogelovi, Colinu Fordovi a Britt Robertson. V roce 2017 si zahrála ve druhé řadě seriálu Mary Kills People. V roce 2018 získala hlavní roli v seriálu stanice Fox Proven Innocent.

## Osobní život
V červnu roku 2009 začala chodit s hercem Jamie Kingem. Od srpna 2013 chodí s Chrisem Crarym, soutěžícím americké reality-show Top Chef.

## Filmografie
| Rok  | Název                                        | Role                | Poznámky                                                                                      |
| ---- | -------------------------------------------- | ------------------- | --------------------------------------------------------------------------------------------- |
| 2000 | Stardom                                      | Catherine           |                                                                                               |
| 2001 | Vražedné sny                                 | Randi Baum          |                                                                                               |
| 2001 | Life in the Balance                          | Kristy Carswell     |                                                                                               |
| 2002 | Opouštěná                                    | Eager Beaver        |                                                                                               |
| 2002 | Milujte svého zabijáka                       | Tuvia               |                                                                                               |
| 2003 | Hatley High                                  | Hyacinthe Marquez   |                                                                                               |
| 2003 | Deception                                    | Denise              |                                                                                               |
| 2004 | Hlava v oblacích                             | Alice               |                                                                                               |
| 2004 | The Big Thing                                | Sarah               |                                                                                               |
| 2004 | Dárek z lásky                                | Holly               |                                                                                               |
| 2005 | Pod hladinou                                 | Carlin Leander      |                                                                                               |
| 2005 | Pure                                         | Julie               |                                                                                               |
| 2007 | Fugitive Pieces                              | Naomi               |                                                                                               |
| 2007 | Duch spisovatele                             | Elaine              |                                                                                               |
| 2008 | Stmívání                                     | Victoria Sutherland |                                                                                               |
| 2008 | Prom Wars: Love is a Battlefield             | Sabina              |                                                                                               |
| 2009 | American Summer                              | Laura               | Také známý jako The Pool Boys                                                                 |
| 2009 | Twilight sága: Nový měsíc                    | Victoria Sutherland | Teen Choice Award v kategorii Filmový padouch Teen Choice Award v kategorii Nejlepší fanoušci |
| 2010 | Casino Jack                                  | Emily Miller        |                                                                                               |
| 2010 | Barneyho ženy                                | Clara               |                                                                                               |
| 2011 | The Caller                                   | Mary Kee            |                                                                                               |
| 2012 | Omerta                                       | Sophie              |                                                                                               |
| 2013 | Útok na Bílý dům                             | Melanie             |                                                                                               |
| 2013 | Pawn Shop Chronicles: Historky ze zastavárny | Sandy               |                                                                                               |
| 2013 | Nevyřízený účet                              | Susan Hatch         |                                                                                               |
| 2013 | Legenda o Sarile                             | Apik                |                                                                                               |
| 2014 | Reclaim                                      | Shannon             |                                                                                               |
| 2016 | Edge of Winter                               | Karen               |                                                                                               |
| 2017 | Hollow in the Land                           | Charlene            |                                                                                               |

| Rok       | Název                                     | Role                          | Poznámky                              |
| --------- | ----------------------------------------- | ----------------------------- | ------------------------------------- |
| 1999      | Vlkodlak Tommy                            | Stacey Hanson                 | 22 dílů                               |
| 1999      | Legenda Sleepy Hollow                     | Katrina Van Tassel            | TV film                               |
| 2000      | The Hunger                                | Žena                          | díl: „Double“                         |
| 2002      | Galidor: Defenders of the Outer Dimension | Tyreena                       | díl: „Relavity“                       |
| 2002      | Bliss                                     | Marine                        | díl: „The Value of X“                 |
| 2002      | Undressed                                 | Annie Isles                   | 6 dílů                                |
| 2003      | Jane má schůzku                           | Eloise                        | TV film                               |
| 2003      | Čarodějky                                 | Olivia Callaway               | díl: „Láska je mocná čarodějka“       |
| 2003      | Lásce neutečeš                            | Georgia                       | TV film                               |
| 2003      | Largo Winch                               | Catarina                      | díl: „Skin Deep“                      |
| 2003      | Mladí Butche Cassidyho a Sundance Kida    | Etta Place                    | TV film                               |
| 2004      | Petits mythes urbains                     | Recepční                      | díl: „Scalpel illégitime“             |
| 2005      | Life on a Stick                           | Lily                          | 13 dílů                               |
| 2005      | Sběratelé kostí                           | Amy Morton                    | díl: „Muž v cele smrti“               |
| 2006      | Veronica Mars                             | Marjorie                      | díl: „Moje velká tlustá řecká svatba“ |
| 2006      | Spolužáci                                 | Sue                           | 2 díly                                |
| 2006      | Four Kings                                | Lauren                        | 2 díly                                |
| 2006      | What About Brian                          | Heather                       | 11 dílů                               |
| 2007      | Jak jsem poznal vaši matku                | Sarah                         | díl: „Stěhování“                      |
| 2007      | Closer                                    | Michelle Morgan               | díl: „Saving Face“                    |
| 2007      | Kriminálka New York                       | Devon Maxford                 | díl: „Zemřeš jen jednou“              |
| 2008      | Kauzy z Bostonu                           | Dana Strickland               | 3 díly                                |
| 2008      | Life on Mars                              | Annie Cartwright              | Nevysílaný pilot                      |
| 2008      | Swingtown                                 | Melinda                       | 5 dílů                                |
| 2008      | Eli Stone                                 | Candance Bonneville           | díl: „Should I Stay or Should I Go?“  |
| 2008      | Obchod se smrtí                           | Leonie Adderly                | Mini-seriál                           |
| 2009      | Děsivé prozření                           | Elsa Carter/Sophie Marsaretti | TV film                               |
| 2009      | Ted a spol.                               | Rebecca                       | díl: „Secrets and Lives“              |
| 2009      | Kriminálka Las Vegas                      | Kuamri                        | díl: „Leave Out All the Rest“         |
| 2010      | The Deep End                              | Katie Campbell                | 2 díly                                |
| 2011      | Off the Map                               | Doktorka Ryan Clark           | hlavní role, 13 dílů                  |
| 2011      | Reconstruction                            | Anna                          | TV film                               |
| 2011-12   | Muž s posláním                            | Doktorka Kate Sykora          | 14 dílů                               |
| 2012      | Applebaum                                 | Juliet                        | TV film                               |
| 2013–2015 | Pod kupolí                                | Julia Shumway                 | Hlavní role                           |
| 2015      | King of the Nerds                         | Samu sebe                     | díl: „Nuclear Nerd Games“             |
| 2017      | Zákon a pořádek: Útvar pro zvláštní oběti | Nadine Lachere                | díl: „Chasing Theo“                   |
| 2017      | Philip K. Dick's Electric Dreams          | Katie                         | díl: „Real Life“                      |
| 2017      | Battle of the Network Stars               | Samu sebe                     | díl: „Doctors vs. Famous TV Families“ |
| 2018      | Mary Kills People                         | Olivia Bloom                  | hlavní role (2. řada)                 |
| 2019      | Proven Innocent                           | Madeline Scott                | hlavní role, 13 dílů                  |